# Sphenomorphus langkawiensis
Sphenomorphus langkawiensis là một loài thằn lằn trong họ Scincidae. Loài này được Grismer mô tả khoa học đầu tiên năm 2008.